# Paul Menard

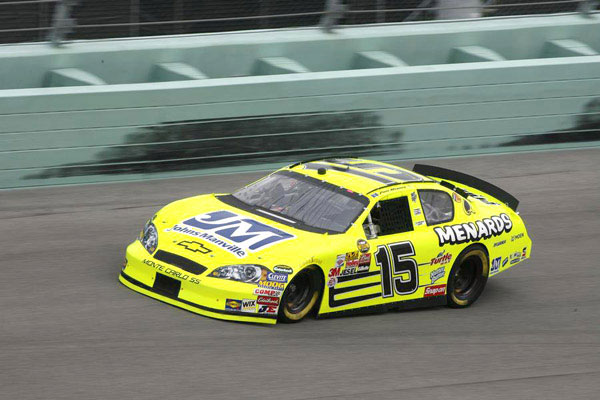
Menard op de Homestead-Miami Speedway in 2006.

Paul Menard (Eau Claire (Wisconsin), 21 augustus 1980) is een Amerikaans autocoureur die actief is in de NASCAR Sprint Cup en de Nationwide Series. Hij is de zoon van John Menard Jr, voormalig eigenaar van Team Menard.

## Carrière
Menard reed in het begin van zijn loopbaan onder meer in de SCCA Trans-Am Series, de Grand Am Cup en de ARCA RE/MAX. In 2003 debuteerde hij in de NASCAR. In 2005 eindigde hij op de zesde plaats in de eindstand van de Busch Series. Ook in 2006 werd hij zesde en hij won dat jaar de race op de Milwaukee Mile. In de Sprint Cup werd hij in 2008 tweede tijdens de AMP Energy 500 op de Talladega Superspeedway. In 2010 reed hij de Sprint Cup voor het team van Richard Petty en werd vijfde tijdens de Kobalt Tools 500, zijn tweede top vijf finish uit zijn Sprint Cup-carrière. In de Nationwide Series is hij aan de slag voor het team van Kevin Harvick. In 2011 behaalde hij zijn eerste overwinning in de Sprint Cup toen hij voor Richard Childress Racing de Brickyard 400 won.

## Resultaten in de NASCAR Sprint Cup
Sprint Cup resultaten (aantal gereden races, polepositions, gewonnen races en positie in het kampioenschap)
| Jaar | Races | Poles | Wins | Rank |
| ---- | ----- | ----- | ---- | ---- |
| 2003 | 1     | 0     | 0    | 66e  |
| 2005 | 1     | 0     | 0    | 71e  |
| 2006 | 7     | 0     | 0    | 45e  |
| 2007 | 30    | 0     | 0    | 34e  |
| 2008 | 36    | 1     | 0    | 26e  |
| 2009 | 36    | 0     | 0    | 31e  |
| 2010 | 36    | 0     | 0    | 23e  |
| 2011 | 36    | 0     | 1    | 17e  |
| 2012 | 36    | 0     | 0    | 16e  |
| 2013 | 36    | 0     | 0    | 17e  |